# Hyposidra excavata
Hyposidra excavata là một loài bướm đêm trong họ Geometridae.